# Geografia Kajmanów

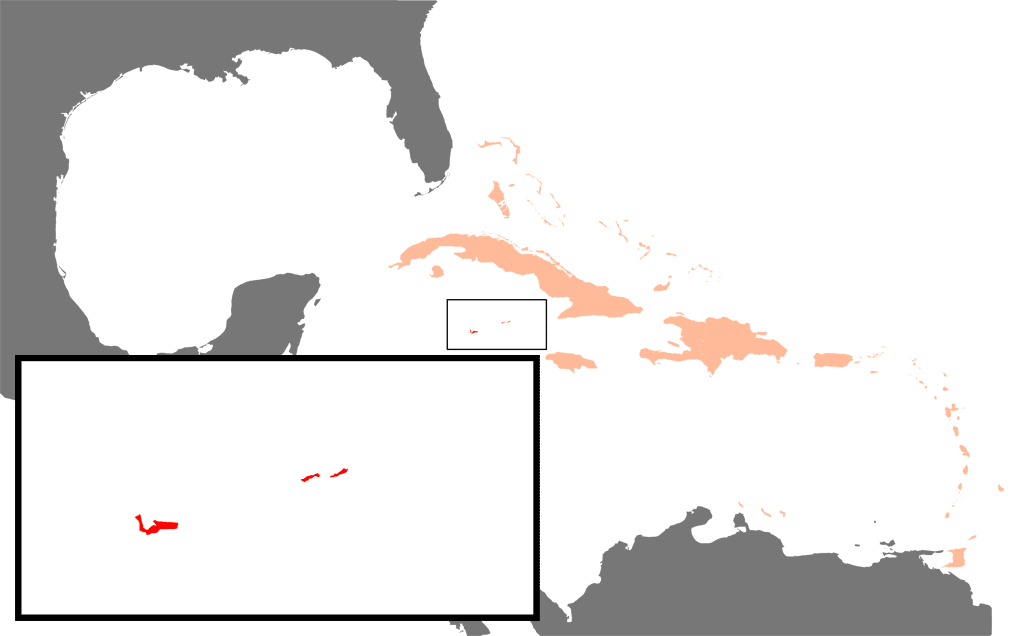
Położenie wysp

Kajmany są zamorskim terytorium Wielkiej Brytanii i leżą w Ameryce Środkowej, w północno-zachodniej części Morza Karaibskiego. Kajmany wchodzą w skład archipelagu Wielkich Antyli. Składające się z trzech niewielkich wysp Kajmany są nizinnym terytorium, cechującym się tropikalnym klimatem. Kajmany zostały odkryte w 1503 roku.

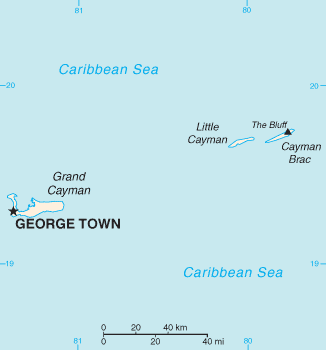
Mapa Kajmanów

## Powierzchnia i skrajne punkty
Powierzchnia - 259 km².
Skrajne punkty: północny 20°05'N, południowy 18°43'N, zachodni 81°25'W, wschodni 78°'36'W. Układ trzech wysp rozciąga się na długości 185 km.
Kajmany leża na otwartych wodach Morza Karaibskiego i nie graniczą z żadnym państwem. 
Linia brzegowa - 160 km.

## Ukształtowanie poziome

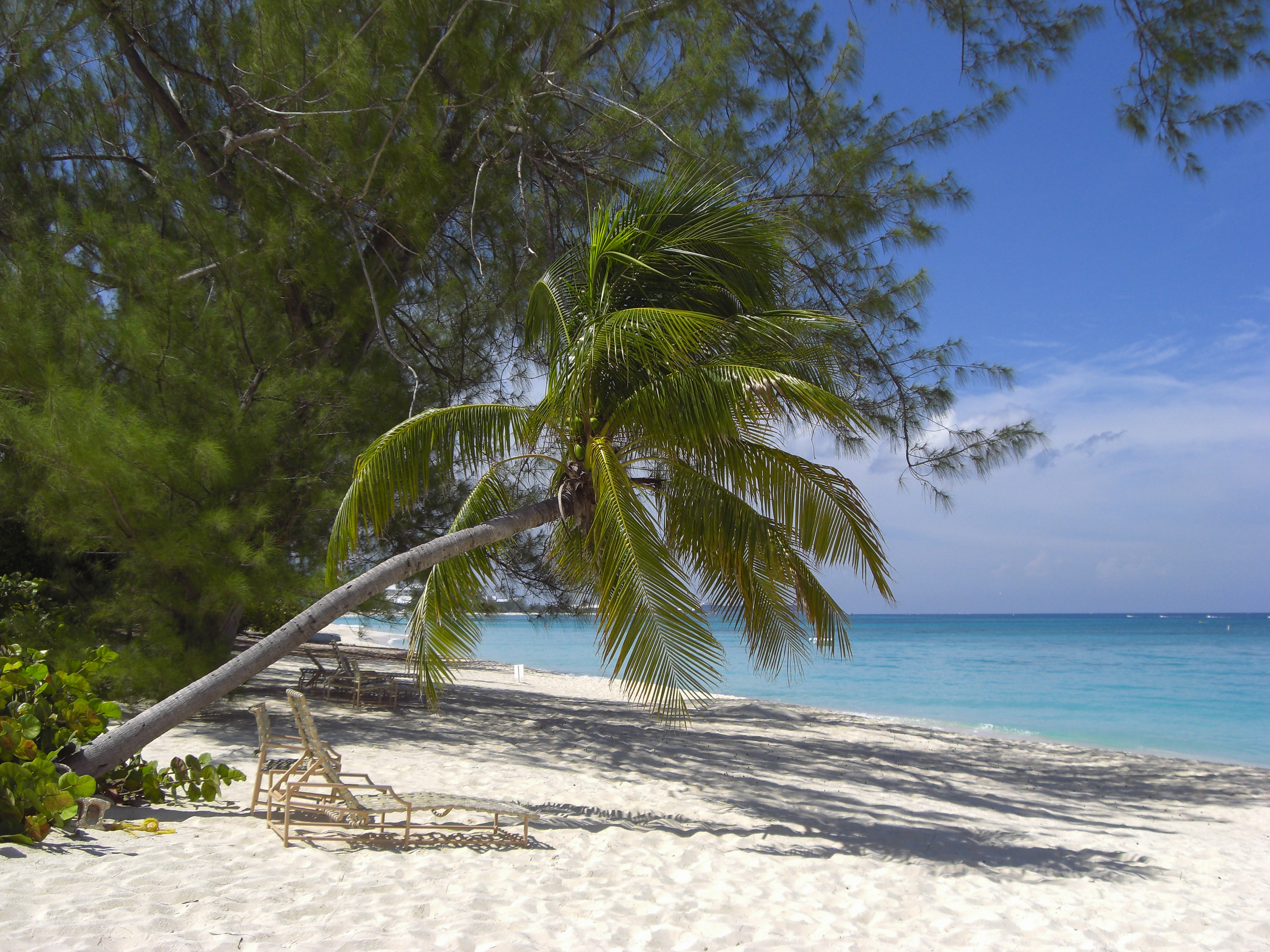
Plażowe wybrzeże na Kajmanach

Na Kajmany składają się następujące wyspy: Wielki Kajman i dwie mniejsze wyspy, leżące 100 km na wschód od głównej wyspy, a są nimi Mały Kajman i Cayman Brac. Wielki Kajman ma urozmaiconą linię brzegową, gdzie występują małe i duże zatoki. Największą jest Zatoka North Sound, która wcina się głęboko w ląd. Dwie pozostałe wyspy mają mało urozmaicony obrys. Wielki Kajman cechuje się w większości niskim plażowym wybrzeżem, podobnie jest w przypadku Małego Kajmanu. Cayman Brac cechuje się większym udziałem skalistego wybrzeża, gdzie charakterystycznym elementem są niewysokie wapienne klify, i często towarzyszące im niewielkie plaże, zarówno piaszczyste jak i kamieniste. We wschodniej części klify, schodzą pionowo do morza.

## Budowa geologiczna i rzeźba

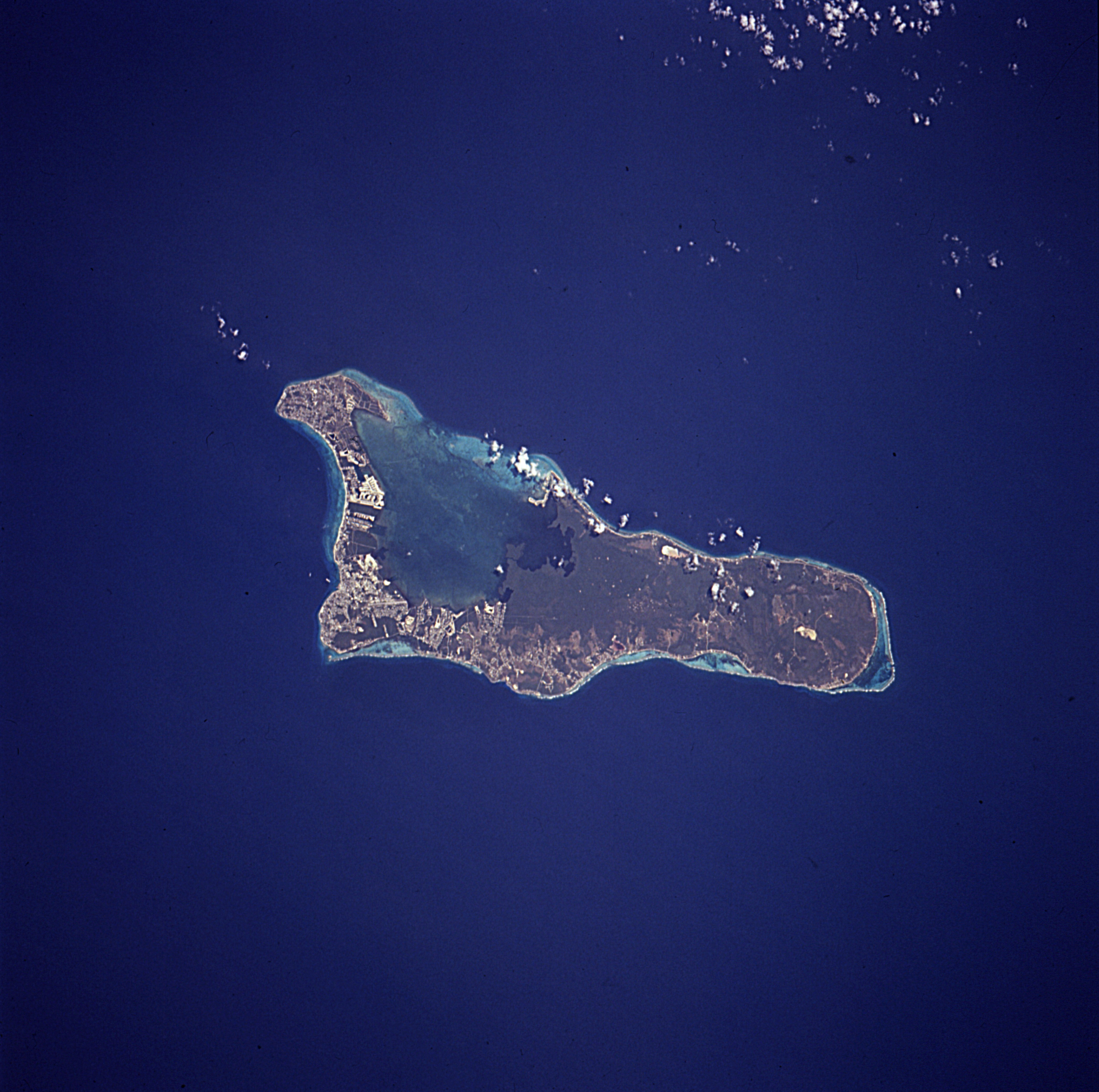
Grand Cayman widziany z kosmosu

Wyspy, tworzące Kajmany, są w rzeczywistości wystającymi ponad powierzchnię wody fragmentami podmorskiego, ciągnącego się równoleżnikowo grzbietu. Grzbiet ten, leżący na obszarze płyty karaibskiej, stanowi podwodne, biegnące w kierunku zachodnim przedłużenie najwyższego pasma górskiego Kuby, gór Sierra Maestra. Ogranicza on od północy Rów Kajmanów. Rów ten ma głębokość przekraczającą 5 000 m i jest młodą doliną ryftową. Wszystkie wyspy zbudowane są z wapiennych osadów rafowych i organodetrytycznych, pochodzących z miocenu. Wyspy otaczają współczesne rafy koralowe. Kajmany są wyspą wybitnie nizinną, gdzie średnia wysokość wynosi kilka metrów na poziomem morza. Najwyższe wzniesienie - The Bluff na Cayman Brac wznosi się na 43 m n.p.m. Krajobraz jest monotonny, praktycznie pozbawiony wzgórz i dolin.

## Klimat
Kajmany leżą w strefie klimatu równikowego wilgotnego, który kształtowany jest przez północno-wschodni pasat wiejący znad Oceanu Atlantyckiego. Temperatury są wysokie, typowe dla klimatu równikowego ze średnią roczną 26 °C. Dobowe i roczne wahania są niewielkie i nie przekraczają kilku stopni. W okresie letnim średnia temperatura wynosi 28-29 °C. W okresie zimowym to około 25 °C. Opady są wysokie przekraczające wartość 2 000 mm rocznie. Nie ma wyraźnej pory suchej, ale w okresie zimowym notuje się niższe opady, które najwyższe wartości osiągają latem. Co roku region nawiedzany jest przez cyklony tropikalne. Średnia wilgotność w ciągu roku nie spada poniżej 70%. 

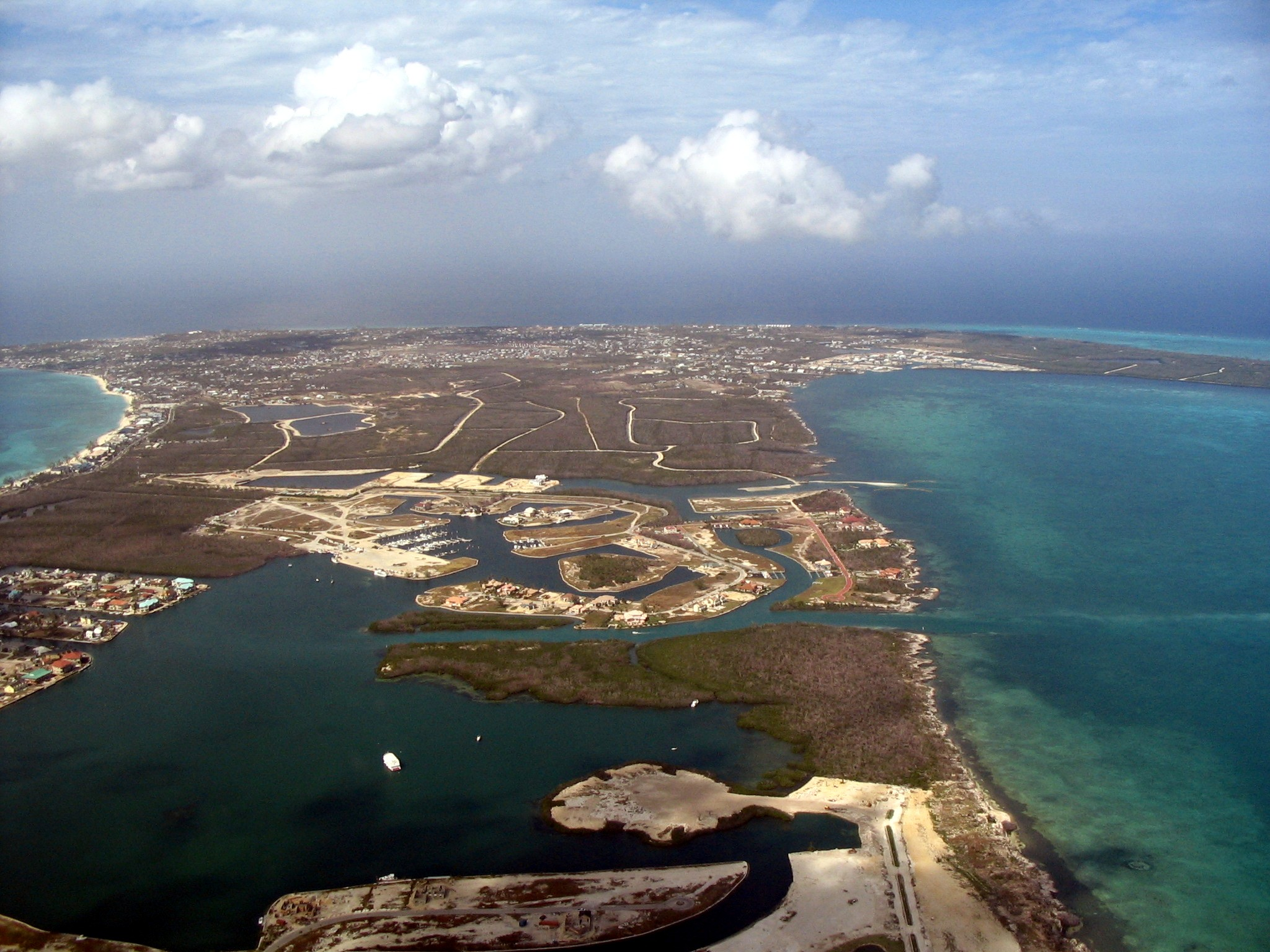
Główna wyspa widziana z lotu ptaka

## Wody
Warunki terenowe sprawiają, że sieć rzeczna praktycznie nie istnieje. Wody powierzchniowe są ubogie. Na Kajmanach nie ma także jezior. Występują głównie wody podziemne uwięzione w wapiennym podłożu.

## Gleby
Kajmany należą do karaibskiej krainy glebowej. Powszechne są czerwone gleby feralitowe, wykształcone na wapiennym podłożu.

## Flora i fauna
Szata roślinna jest dobrze zachowana, choć nieco mniejszym stopniu na Grand Cayman, gdzie niemal połowę wyspy zajmuje aglomeracja George Town. Naturalną formację roślinną stanowią wilgotne lasy tropikalne, które zajmują około 20% powierzchni wysp. Na wybrzeżach miejscami rosną zarośla namorzynowe. Powszechnym drzewem wysp jest palma. Wokół wysp rosną rafy koralowe.
Świat zwierząt należy do antylskiej krainy neotropikalnej. Brak dużych ssaków, liczne są mniejsze zwierzęta jak gady, których przedstawicielem jest iguana, oraz żółwie, zarówno lądowe jak i morskie. Bogaty jest świat ptaków, a także zwierząt morskich, które doskonałe warunki do życia znajdują wśród raf koralowych.